# Robert Putnam
Robert David Putnam (født 1941 i Port Clinton i Ohio) er en amerikansk politolog og professor ved Harvard University. 
Putnam udviklede den indflydelsesrige two-level game-teori, som antager at internationale aftaler kun vil blive indgået, hvis de også resulterer i nationale fordele. Hans mest berømte (og kontroversielle) værk, essaybogen Bowling Alone, argumenterer for at USA har undergået et hidtil uset kollaps i social kapital siden 1960'erne, med en række negative konsekvenser til følge. 